# باولو دي لا هازا
باولو دي لا هازا (بالإسبانية: Paolo de La Haza)‏ (30 نوفمبر 1983 بليما في بيرو - ) هو لاعب كرة قدم بيروفي في مركز الوسط. شارك مع منتخب بيرو لكرة القدم. أما مع النوادي، فقد لعب مع أليانزا ليما وبيتار القدس وتشورنومورتس أوديسا وجيانغسو سونينغ وسيينسيانو ونادي سبورتينغ كريستال وسيزار فاليجو ‏ وسبورت بويز.

## روابط خارجية
- باولو دي لا هازا على موقع اتحاد أوكرانيا (الإنجليزية)
- باولو دي لا هازا على موقع قاعدة بيانات كرة القدم.إي يو (الإنجليزية)
- باولو دي لا هازا على موقع ناشيونال فوتبول تيمز (الإنجليزية)
- باولو دي لا هازا على موقع Soccerway.com (الإنجليزية)
- باولو دي لا هازا على موقع AS.com (الإسبانية)